# Carol Frederic, Mare Duce de Saxa-Weimar-Eisenach
Carol Frederic, Mare Duce de Saxa-Weimar-Eisenach (germană Karl Friedrich, Großherzog Sachsen-Weimar-Eisenach) (2 februarie 1783 – 8 iulie 1853) a fost Mare Duce de Saxa-Weimar-Eisenach.

## Biografie
Născut la Weimar, a fost fiul cel mare al lui Karl August, Mare Duce de Saxa-Weimar-Eisenach și a soției acestuia, Louisa de Hesse-Darmstadt.
Karl Friedrich i-a succedat faimosului său tată ca Mare Duce când acesta a murit, în 1828. Capitala, Weimar, a continuat să fie centrul cultural al Europei Centrale chiar și după moartea lui Goethe, în 1832. Johann Nepomuk Hummel și-a făcut carieră la Weimar ca Kapellmeister până la decesul său în 1837. Franz Liszt s-a stabilit la Weimar în 1848 în funcția de Kapellmeister și a adunat în jurului lui un cerc care e menținut curtea de la Weimar ca un major centru muzical.
Datorită intervenției lui Liszt, compozitorul Richard Wagner și-a găsit refugiu la Weimar după ce a fost forțat să fugă din Saxonia pentru rolul său în tulburările revoluționare de acolo, în 1848-1849. Opera lui Wagner Lohengrin a fost efectuată la Weimar, în august 1850.
Karl Friedrich a murit la Schloss Belvedere, Weimar, în 1853 și a fost înmormântat la Weimarer Fürstengruft.

## Familie și copii

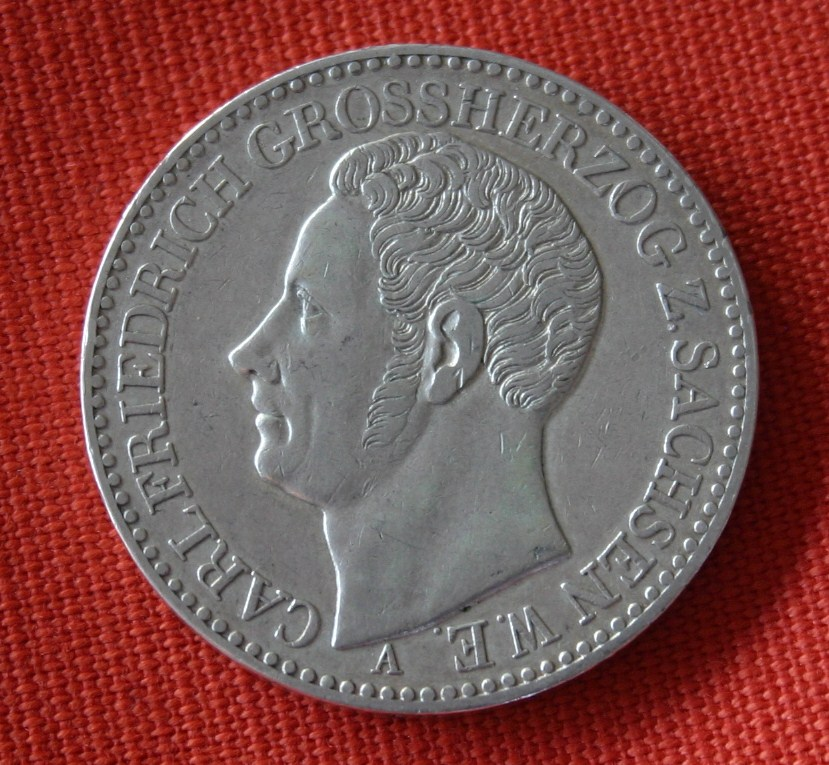
Reversul talerului care îl reprezintă pe Karl Friedrich, 1841.

La St. Petersburg la 3 august 1804, Karl Friedrich s-a căsătorit cu Marea Ducesă Maria Pavlovna a Rusiei, fiica Țarului Pavel I. Cuplul a avut patru copii:
- Prințul Paul Alexandru Karl Constantin Frederick August (n. Weimar, 25 septembrie 1805 – d. Weimar, 10 aprilie 1806).
- Prințesa Marie Luise Alexandrine de Saxa-Weimar-Eisenach (n. Weimar, 3 februarie 1808 – d. Berlin, 18 ianuarie 1877), căsătorită la 26 mai 1827 cu Prințul Karl al Prusiei.
- Prințesa Marie Luise Augusta Katharine de Saxa-Weimar-Eisenach (bn Weimar, 30 septembrie 1811 – d. Berlin, 7 ianuarie 1890), căsătorită la 11 iunie 1829 cu Wilhelm al Prusiei, care a devenit împăratul Wilhelm I al Germaniei.
- Karl Alexander August Johann, Mare Duce de Saxa-Weimar-Eisenach (n. Weimar, 24 iunie 1818 – d. Weimar, 5 ianuarie 1901), căsătorit la 8 octombrie 1842 cu Prințesa Sofia a Olandei.